# Grenzsituation
Eine Grenzsituation ist umgangssprachlich eine „ungewöhnliche Situation, in der nicht die üblichen Mittel, Maßnahmen zu ihrer Bewältigung Anwendung finden können“. Als philosophischer Terminus wird er erstmals 1919 von Karl Jaspers in seiner Psychologie der Weltanschauungen verwendet. Im Rahmen seiner Existenzphilosophie bezeichnet Jaspers damit Situationen, in denen der Mensch endgültig, unausweichlich und unüberschaubar an die Grenzen seines Seins stößt. Es ist das angstvolle Erleben von Leid, Schuld, Schicksal, Kampf, Unzuverlässigkeit der Welt, Tod und das (kontingente) „In-Situation-Sein selber“. Es sind „Situationen, in denen Existenz sich unmittelbar verwirklicht, letzte Situationen, die nicht verändert oder umgangen werden können.“

## Ursprung der Philosophie
Nach dem Staunen und dem Zweifel sind die Grenzsituationen der tiefere Ursprung der Philosophie. Aus den Grenzsituationen ergibt sich für Karl Jaspers die Erfahrung der Transzendenz. Der Mensch ist immer wieder tiefen Krisen ausgesetzt und stößt dabei unvermeidlich an seine Grenzen. Es handelt sich dabei um Situationen, über die der Mensch nicht hinaus kann und die er nicht ändern kann. Alter, Krankheit und Tod können nicht abgeschafft werden.

## Chiffren der Transzendenz
Das Selbstsein kann die Transzendenz dadurch erahnen, dass Chiffren zu ihm sprechen. Eine bedeutende Chiffre, die unmittelbar zum Menschen spricht, ist das Sein im Scheitern. Erst im echten Scheitern wird das Sein voll erfahren. Dieses vollzieht sich im Aufbau einer Welt mit dem Willen zur Dauer, aber mit Wissen und Wagnis des Untergangs. Hinter dem Sein im Scheitern steht die Transzendenz.

## Der Sprung zum Selbstsein
Auf Grenzsituationen reagiert der Mensch entweder durch Verschleierung oder durch Verzweiflung und durch Wiederherstellung: Der Mensch kommt zu sich selbst in der Verwandlung seines Seinsbewusstseins. Aus diesen Situationen gibt es nur dann eine Befreiung, wenn der Mensch sie annimmt und ganz bejaht. In der Grenzsituation ist die Erfahrung der Transzendenz möglich. Dazu ist ein Sprung erforderlich heraus aus der Verzweiflung und hin zum Selbstsein und zur Freiheit:

„Der Ursprung in den Grenzsituationen bringt den Grundantrieb, im Scheitern den Weg zum Sein zu gewinnen... In den Grenzsituationen zeigt sich entweder das Nichts, oder es wird fühlbar, was trotz und über allem verschwindenden Weltsein eigentlich ist.“